# Pavel Telička
Pavel Telička (né le 24 août 1965 à Washington) est un haut fonctionnaire et homme politique tchèque. Son père est le diplomate tchécoslovaque František Telička, qui, lors de sa naissance, était en fonction au département cubain de l'ambassade de la république socialiste tchécoslovaque à Washington. Il a eu ensuite un parcours de lobbyiste, de diplomate et membre de la Commission européenne (2004). 
De 2014 à 2019, il est député européen.

## Biographie
Pavel Telička est né en 1965 à Washington aux États-Unis.
Après des études de droit à l'université Charles de Prague, il entre au ministère tchécoslovaque des Affaires étrangères. Il est d'abord affecté au département du droit international. Sa carrière se déroule ensuite dans le cadre des relations avec les Communautés européennes.
En 2004, il fonde une entreprise de lobbying BXL Consulting à Bruxelles, dont il est copropriétaire et directeur.

### Carrière ministérielle
Il sera successivement :
- membre de la mission tchèque à Bruxelles,
- directeur du département des affaires européennes,
- directeur général du département de l'intégration,
- vice-ministre des Affaires étrangères,
- négociateur principal pour l'adhésion de la République tchèque à l'Union européenne,
- secrétaire d'État aux affaires européennes et premier vice-ministre,
- ambassadeur et chef de la mission tchèque auprès des Communautés européennes.

### Carrière européenne
Lorsque la République tchèque rejoint l'Union européenne le 1er mai 2004, désigné à la place de Miloš Kužvart, qui a finalement renoncé au poste, nommé comme commissaire européen à la santé et à la politique des consommateurs, aux côtés du commissaire David Byrne et sous la direction de Romano Prodi, Pavel Telička entre donc à la Commission de Bruxelles où il a pu s'appuyer sur deux cents fonctionnaires tchèques formés à la bureaucratie européenne. Cependant, le premier commissaire européen de l'histoire de la République tchèque a seulement passé six mois à la Commission de Bruxelles et fut remplacé par l'ancien Premier ministre, Vladimír Špidla, chargé des Affaires sociales au sein de la nouvelle Commission Barroso.
Sa nomination par le gouvernement n'a pas reçu l'agrément de toute la coalition et il a été durement critiqué par le Parti démocratique civique dans l'opposition. Le président Václav Klaus a été dur dans sa critique du passé communiste de Pavel Telička et d'après lui, cela en dit long sur son caractère. Il l'avait même invité au Château de Prague pour prendre connaissance de ses opinions qui, selon ses propres dires, étaient pour lui une grande inconnue. Selon Václav Klaus, personne n'a le droit de dire qu'il a été contraint d'entrer au Parti communiste : « À un moment donné de sa vie, Telička a pris une décision que je n'ai personnellement jamais prise et je pense qu'il était possible d'éviter une décision de ce genre ».
Par contre, la Commission européenne l'avait bien accueilli. L'appartenance de Pavel Telička au Parti communiste, n'avait pas semblé poser de problème de conscience à Romano Prodi, celui-ci avait fait part de sa satisfaction de voir désigner un nouveau commissaire connu à Bruxelles comme un bon manager maîtrisant l'anglais et le français.
Il est la tête de liste pour ANO 2011 lors des élections européennes de 2014 en République tchèque et est élu député européen. Il siège au sein du groupe de l'Alliance des démocrates et des libéraux pour l'Europe. Il rompt sa coopération avec le parti ANO 2011 en 2017.
Il est vice-président du Parlement européen depuis janvier 2017.